# 贾里亚
贾里亚（Jharia），是印度贾坎德邦丹巴德县的一个城镇。总人口81979（2001年）。
印度最大的煤田在此。

## 人口
该地2001年总人口81979人，其中男性44359人，女性37620人；0—6岁人口11543人，其中男5918人，女5625人；识字率67.73%，其中男性为73.96%，女性为60.40%。